# Leona, Texas
Leona är en ort i Leon County i Texas. Vid 2010 års folkräkning hade Leona 175 invånare.